# Bidens oligoflora
Bidens oligoflora là một loài thực vật có hoa trong họ Cúc. Loài này được (Klatt) Wild mô tả khoa học đầu tiên năm 1967.